# 主權豁免
主權豁免 或皇家豁免或君主豁免是指一司法慣例。君主或國家不可能犯上法律上的過失，以及免於受到民事與刑事起訴。
在君主立憲制下，君主起初創立法庭以保護他的子民，也是法庭的權力來源；因此法庭無權強制君主遵從法庭的判決。